# Come svaligiammo la Banca d'Italia
Come svaligiammo la Banca d'Italia è un film del 1966 diretto da Lucio Fulci. È una parodia del film 7 uomini d'oro del 1965.

## Trama
Franco e Ciccio sono due ladri che falliscono sempre nei loro intenti, al contrario del loro fratello maggiore Paolo, detto il Maestro, che è invece un abile e celebre ladro. Paolo cerca di tenere a bada Franco e Ciccio, offrendo loro soldi e compagnia femminile per intrattenerli, anche se le donne ben presto rifuggono dall'imbecillità dei due.
Nuovamente alla ricerca di due fidanzate per Franco e Ciccio, Paolo sembra individuarle nel duo "Ketty", altrimenti nominato "le due ochette", poiché le due ragazze, pur carine, si distinguono per essere amabilmente goffe e scervellate.
Convinto di aver trovato la sistemazione per i due fratelli, Paolo parte per l'estero per iniziare a preparare il suo ultimo colpo, con il quale prevede di svaligiare la Banca d'Italia. Prima della sua partenza, Ciccio riesce però a sottrargli dalla cassaforte il dossier che contiene la minuziosa descrizione del piano che consentirà di portare a termine il colpo.
Seguendo il dossier alla lettera, Franco e Ciccio riescono a formare una banda di sedicenti specialisti, che si riveleranno al contrario degli incapaci, e preparano a loro volta il colpo. Le cose però non vanno esattamente come nel dossier scritto dal Maestro, il quale viene a sapere dell'iniziativa e si precipita sul posto. Dopo una serie di comici imprevisti, Franco e Ciccio riescono comunque a portare a termine il colpo, mentre il Maestro viene arrestato.